# Governació de Gaza Nord
La governació de Gaza Nord (àrab: محافظة شمال غزة, Muḥāfaẓat Xamāl Ḡazza) és una de les 16 governacions de l'Estat de Palestina. Situada en la Franja de Gaza, té 61 km² i no disposa d'espai aeri ni d'aigües territorials malgrat limitar a l'oest amb el mar Mediterrani. Segons l'Oficina Central Palestina d'Estadístiques, la Governació tenia 270.245 (7,2% de la població palestina) amb 40.262 llars a mitjan any 2007. Abasta tres municipis, dos districtes rurals i un camp de refugiats.
Té cinc escons en el Consell Legislatiu Palestí, en 2006 van ser tots guanyats per membres de Hamàs.

## Localitats

- al-Beddawiya
- Bait Hanun
- Beit Lahia
- Izbat Beit Hanun
- Jabalia